# Liste der Selbstbildnisse Paul Gauguins
Es werden alle bekannten und anerkannten Selbstbildnisse Paul Gauguins dargestellt. Die Bildcharakteristik folgt der Kurzbeschreibung in der Veröffentlichung von Kuno Mittelstädt (s. Literatur).
| Bild charakteristik                                 | Entstehungs- ort          | Entstehungs- zeit | Standort                               | W   | Abbildung |
| --------------------------------------------------- | ------------------------- | ----------------- | -------------------------------------- | --- | --------- |
| mit Barett                                          | Paris                     | 1878              | Cambridge (Mass.), Fogg Art Museum     | 25  |           |
| vor der Staffelei                                   | Kopenhagen                | 1885              | Fort Worth (Texas), Kimbell Art Museum | 138 |           |
| Les Misérables                                      | Pont Aven (Bretagne)      | 1888, Oktober     | Amsterdam, Van Gogh Museum             | 239 |           |
| Bonjour Monsieur Gauguin (I)                        | Le Pouldu (Bretagne)      | 1889              | Los Angeles Hammer Museum              | 321 |           |
| Bonjour Monsieur Gauguin (II)                       | Le Pouldu (Bretagne)      | 1889              | Prag, Nationalgalerie                  | 322 |           |
| mit Heiligenschein                                  | Le Pouldu (Bretagne)      | 1889              | Washington, National Gallery of Art    | 323 |           |
| mit dem „Gelben Christus“                           | ?                         | 1890, ca.         | Paris, Musée d’Orsay                   | 324 |           |
| à l’ami Carriere                                    | ?                         | 1891, um (?)      | Washington, National Gallery of Art    | 384 |           |
| mit Mandoline                                       | ?                         | 1893, um          | New York Sammlung Veronica Converse    | 325 |           |
| mit Palette und Pinsel a Ch. Morice                 | Paris                     | 1893, um          | Paris Sammlung Arthur Sachs            | 410 |           |
| mit Idol                                            | Paris                     | 1893, um          | San Antonio (Texas) McNay Art Museum   | 415 |           |
| mit Gemälde nach Delacroix im Hintergrund           | Paris                     | 1893, um          | Detroit Institut of Arts               | ?   |           |
| mit Hut und dem Gemälde “Der Geist der Toten wacht” | Paris                     | 1893              | Paris, Musée d’Orsay                   | 506 |           |
| à l'ami Daniel                                      | Tahiti                    | 1896, um          | Paris, Musée d’Orsay                   | 556 |           |
| près du Golgotha nahe bei Golgatha                  | Tahiti                    | 1896, um          | São Paulo, Museu de Arte               | 534 |           |
| im Dreiviertelprofil als Schulterstück              | Hiva Oa, Marquesas-Inseln | 1903, ca.         | Genf, Sammlung Salmanowitz             | 633 |           |
| Schulterstück                                       | Hiva Oa, Marquesas-Inseln | 1903, ca.         | Basel, Kunstmuseum                     | 634 |           |